# Aloeides evadrus
Aloeides evadrus är en fjärilsart som beskrevs av Jean Baptiste Godart 1823. Aloeides evadrus ingår i släktet Aloeides och familjen juvelvingar. Inga underarter finns listade i Catalogue of Life.